# Калугино (Московская область)

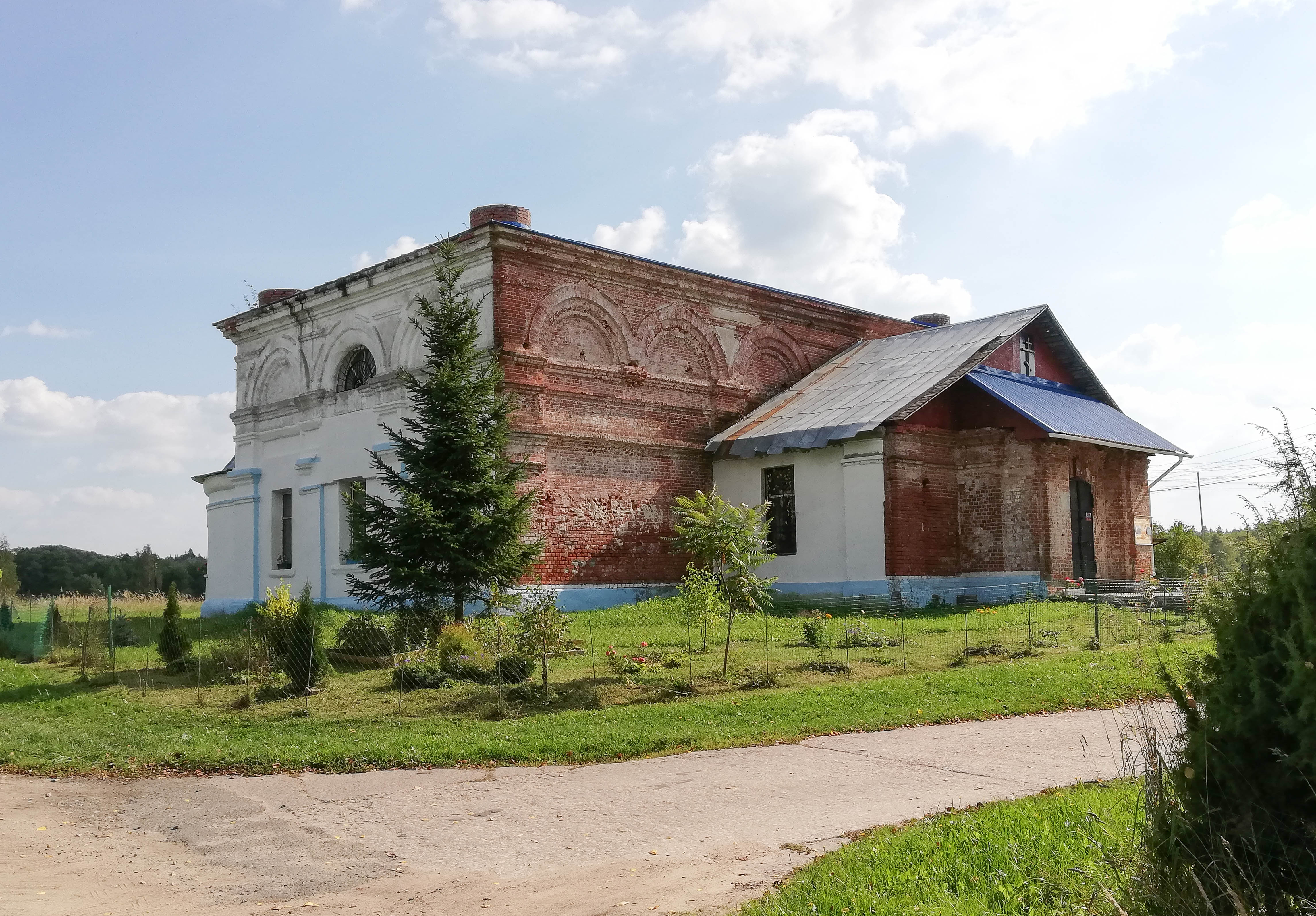
Никольская церковь в Калугино

Калугино — деревня в Серпуховском районе Московской области России. Входит в состав городского поселения Оболенск (до 29 ноября 2006 года входила в состав Калиновского сельского округа).
Расположена примерно в 23 км (по шоссе) на северо-запад от Серпухова, у границы с Калужской областью, в верховье реки Боровны, высота центра деревни — 161 м над уровнем моря.
В деревне одна улица — Новая, зарегистрировано несколько садоводческих товариществ. Связана автобусным сообщением с райцентром и соседними населёнными пунктами.
Никольская церковь известна в селе с XVIII века, современное здание в русском стиле построено в конце XIX века, закрыта в 1930-е годы, возвращена верующим в 2003 году, памятник архитектуры.

## Население
| 2002 | 2006 | 2010 |
| ---- | ---- | ---- |
| 65   | ↗83  | ↗105 |